# Kjell Johansson (tenisista stołowy)
Kjell Johansson (ur. 5 października 1946 w Eskilstunie, zm. 24 października 2011 w Eksjoe) – szwedzki tenisista stołowy, czterokrotny mistrz świata, dziesięciokrotny mistrz Europy.
Dziesięciokrotnie zdobywał medale podczas mistrzostw świata, a największe sukcesy odnosił w deblu. Trzykrotnie był mistrzem świata w deblu (dwukrotnie w parze z Hansem Alsérem - 1967, 1969 oraz jeden raz w parze z Stellanem Bengtssonem w 1973 roku). Jeden raz był mistrzem świata w rywalizacji drużynowej.
W mistrzostwach Europy dziewiętnastokrotnie zdobywał medale. Sześciokrotnie był mistrzem Starego Kontynentu drużynowo oraz dwukrotnie indywidualnie i w deblu. Podczas mistrzostw Europy w Londynie (1966) zdobył trzy złote medale.
W 1975 wygrał w Wiedniu Europa Top 12. Sześciokrotny mistrz Szwecji w grze pojedynczej (1964, 1966, 1969, 1971, 1974, 1976).